# Уескар
Уескар (на испански: Huéscar) е населено място и община в Испания. Намира се в провинция Гранада, в състава на автономната област Андалусия. Общината влиза в състава на района (комарка) Уескар. Заема площ от 468 km². Населението му е 8178 души (по данни от 2010 г.). Разстоянието до административния център на провинцията е 154 km.